# Thasus
Thasus es un género de insectos de la familia Coreidae, chinches de patas laminadas o chinches patas de hoja. Es un género de la tribu Nematopodini que se alimenta de plantas. Se encuentra principalmente en América Central, pero las especies también se encuentran en América del Sur y tan al norte como el suroeste de Estados Unidos.

## Historia
En 1862, Carl Stål distinguió dos tipos en el género Pachylis existente en ese momento, aquellos en los que el ensanchamiento del músculo de la tibia de la pata trasera ocurre solo ventralmente (hacia abajo) y aquellos en los que ocurre en ambos lados (ventral y dorsal). En 1865, los separó en dos géneros, dejando el tipo ventral solo en Pachylis y estableciendo las tres especies con el músculo ensanchado en ambos lados en un nuevo género llamado Thasus. Esas tres especies luego se convirtieron en Thasus acutanglus, Thasus gigas y Thasus heteropus. En 1867 publicó una clave para los dos géneros. Más tarde, Van Duzee eligió a Thasus gigas como la especie tipo del género, ya que sintió que representaba mejor las características del género.

## Especies
- Thasus acutangulus (Stål, 1859)
- Thasus carchinus Brailovsky & Barrera in Brailovsky et al., 1995
- Thasus gigas (Klug, 1835)
- Thasus heteropus (Latreille, 1811)
- Thasus luteolus Brailovsky & Barrera in Brailovsky et al., 1995
- Thasus neocalifornicus Brailovsky & Barrera in Brailovsky et al., 1995
- Thasus odonnellae Schaefer & Packauskas in Brailovsky et al., 1995
- Thasus rutilus Brailovsky & Barrera in Brailovsky et al., 1995